# Marielle Blanchier
Pour les articles homonymes, voir Blanchier.
Marielle Blanchier, né en 1968 à Bordeaux, est une écrivaine, conférencière, influenceuse et mère de famille nombreuse franco-néerlandaise.

## Biographie

### Origines et formation
Marielle van Hoorn (en) naît à Bordeaux en 1968 de parents néerlandais. Elle étudie la physique et la chimie au King's College de Londres  où elle obtient un master. Elle est également diplômée de l'ESSEC. Elle débute une vie professionnelle en tant qu'ingénieur commerciale dans l'industrie pharmaceutique pendant deux ans chez Boehringer Ingelheim, puis quitte le monde du travail pour devenir mère au foyer.

### Mère au foyer
Issue d'une famille peu pratiquante, elle se convertit intimement au catholicisme et devient mère de famille nombreuse à Sceaux,. Son mari et elle ont 14 enfants.
La famille Blanchier touche autour de 2 000 euros d'allocations familiales par mois (chiffre de 2013).
Marielle Blanchier est régulièrement invitée dans les médias et notamment à la télévision pour témoigner de sa vie de famille,. Elle publie deux ouvrages très remarqués par la critique, retraçant son parcours de foi et sa vie de mère.
En 2013, elle participe au Salon des écrivains catholiques de langue française, rapporte Radio Notre-Dame, aux côtés notamment de Jean Sévillia et Thibaud Collin,.
En 2016, Marielle Blanchier est reçue au palais de l'Élysée par le président François Hollande, qui la décore de la médaille de la Famille.
En 2018, la journaliste Gabrielle Cluzel cite la famille Blanchier en exemple dans une tribune publiée par le magazine conservateur Valeurs actuelles et dénonçant le lien fait par le président Emmanuel Macron entre le niveau d’éducation et le nombre d’enfants.
En 2022, Marielle Blanchier devient influenceuse sur le réseau social Instagram, au sein de la cathosphère,. Une vidéo virale publiée sur YouTube par le vidéaste et influenceur Tibo InShape participe à accroître la notoriété et la popularité de la famille.

## Œuvres
- Marielle Blanchier et al., Et ils eurent beaucoup d'enfants..., Paris, Les Arènes, 2013, 213 p. (ISBN 978-2-35204-245-7)
- Marielle Blanchier et Florence Taylor, Le vent souffle où il veut. Itinéraire spirituel d'une mère..., Paris, Presses de la Renaissance, 2017, 240 p. (ISBN 9782750914028)

## Distinctions
- Médaille de la Famille (2016)[12]